# Carlos I de Portugal
Carlos I (Lisboa, 28 de setembro de 1863 – Lisboa, 1 de fevereiro de 1908), apelidado "o Diplomata", foi Rei de Portugal e Algarves de 1889 até ao seu assassinato. Era o filho mais velho do rei Luís I de Portugal, e de sua esposa, a princesa Maria Pia de Saboia.
Nascido em Lisboa, foi cognominado "o Diplomata" (devido às múltiplas visitas que fez a Madrid, Paris e Londres, retribuídas com as visitas a Lisboa dos reis Afonso XIII de Espanha, Eduardo VII do Reino Unido, do imperador Guilherme II da Alemanha e do presidente da República Francesa Émile Loubet), "o Martirizado" e "o Mártir" (em virtude de ter morrido assassinado), ou "O Oceanógrafo" (pela sua paixão pela oceanografia, partilhada com o pai e com o príncipe do Mónaco).

## Infância e educação

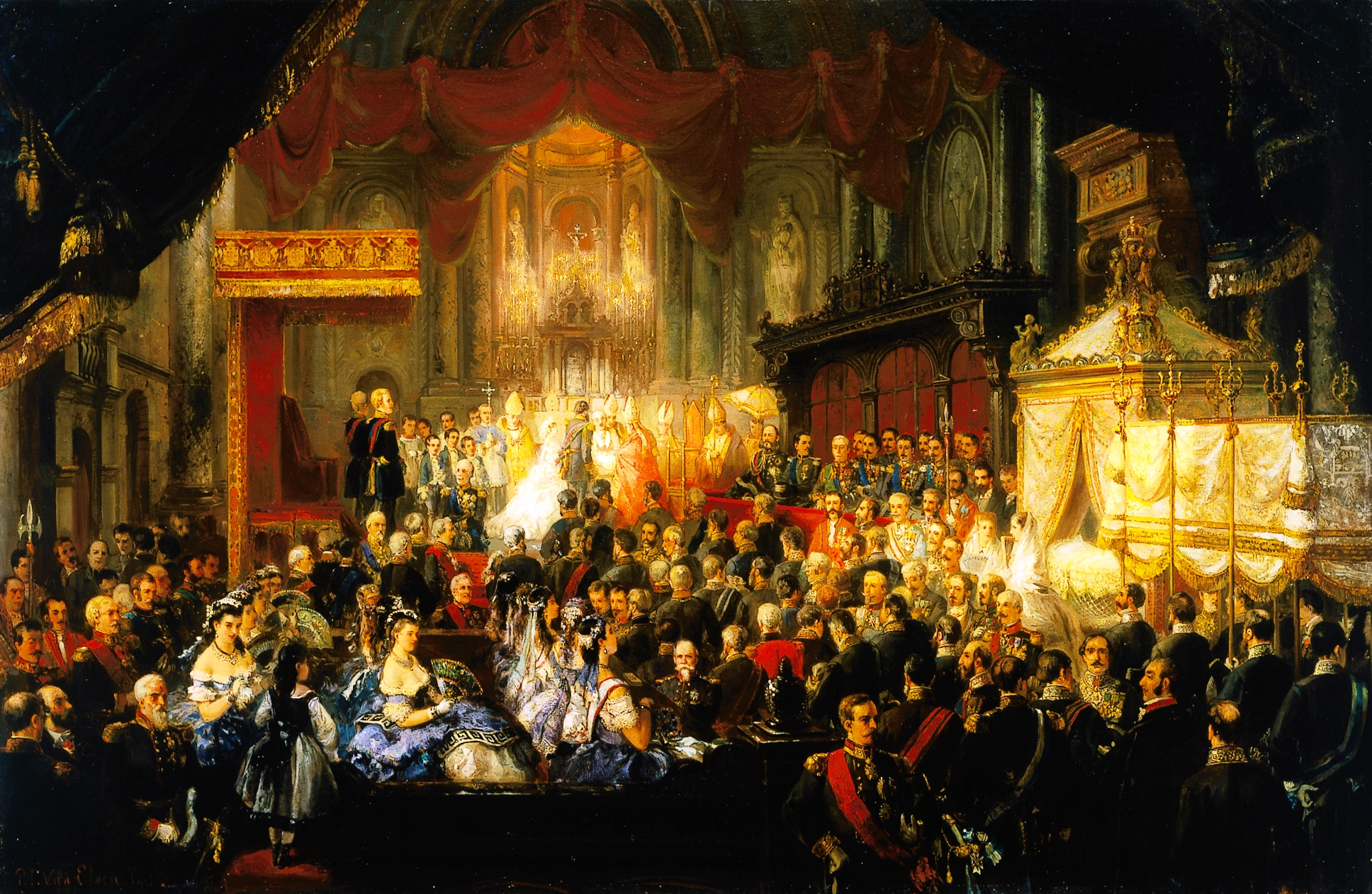
O batismo de D. Carlos pelo Cardeal-Patriarca de Lisboa, pintura do acervo do Palácio Nacional da Ajuda.

Carlos nasceu na qualidade de príncipe herdeiro da coroa, pelo que recebeu desde cedo os títulos oficiais de Príncipe Real e Duque de Bragança. Na verdade o seu nascimento significou um verdadeiro alívio para a sucessão dinástica constitucional portuguesa (depois da morte de três filhos varões de Maria II), afastando-se assim as pretensões do ramo miguelista. O Príncipe recebeu desde muito cedo a cuidada educação reservada aos sucessores reais, incluindo o estudo de várias línguas estrangeiras. Ainda jovem viajou por várias cortes europeias (Grã-Bretanha e Irlanda, Alemanha, Áustria-Hungria, etc.). Foi numa dessas deslocações que conheceu a princesa francesa Amélia de Orleães, filha primogénita do Conde de Paris (pretendente ao trono de França). Após um curto noivado veio a desposar a princesa, em Lisboa, na Igreja de São Domingos, em 22 de Maio de 1886. Ainda como herdeiro do trono esteve ligado ao grupo Vencidos da Vida e ao movimento da Vida Nova, personificando uma certa esperança de renovação cultural e social.

## Carreira militar
Em 28 de Setembro de 1879, D. Carlos é nomeado guarda-marinha e ainda alferes do Regimento de Lanceiros 2 da Rainha.
Aos 21 anos, o príncipe Carlos é promovido a capitão de Lanceiros 1, ficando no entanto a prestar serviço no Quartel da Calçada da Ajuda nos Lanceiros 2.
Já casado com a princesa Amélia de Orléans, foi promovido a tenente-coronel em 1887. Em 1889 alcançou a patente de Marechal do Exército após a morte de seu pai. 

## Reinado

### Crise do ultimato

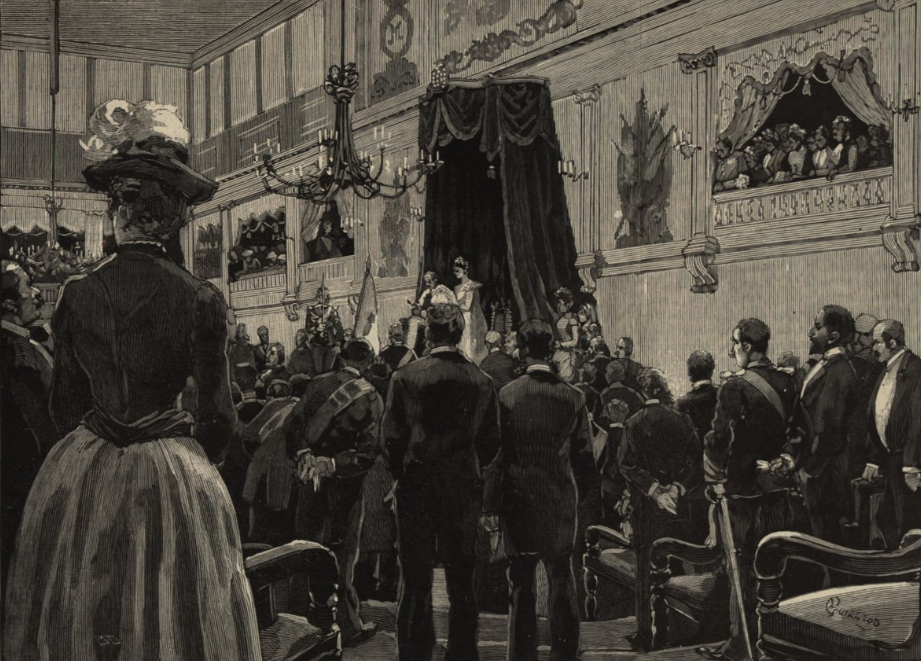
Cerimónia de aclamação de El-Rei D. Carlos.

Carlos I subiu ao trono em 19 de outubro de 1889, por morte de seu pai. Sua aclamação como Rei de Portugal ocorreu em 28 de dezembro de 1889 e teve a presença de seu tio-avô Pedro II, Imperador do Brasil, exilado desde o dia 6 do mesmo mês.
Carlos foi um homem considerado pelos contemporâneos como bastante inteligente mas dado a extravagâncias. O seu reinado foi caracterizado por constantes crises políticas e consequente insatisfação popular. Logo no início do seu governo, o Reino Unido apresentou a Portugal o Ultimato britânico de 1890, que intimidava a Portugal (movido pelo seu desejo expansionista, materializado no Mapa cor-de-rosa) a desocupar os territórios compreendidos entre Angola e Moçambique num curto espaço de tempo, caso contrário seria declarada a guerra entre os dois países. Como Portugal se encontrava na bancarrota, tal movimentação foi impossível e assim se perderam importantes áreas. Em consequência das suas acções, a propaganda republicana aproveitou o momento de grande emoção nacional para responsabilizar a coroa pelos desaires no ultramar. Estalou então a revolta republicana de 31 de janeiro de 1891, no Porto, que apesar de sufocada mostrou que as ideias republicanas avançavam com alguma intensidade nos tecidos operários e urbanos.
Como o próprio governo britânico analisou em 1898, as suas acções compremeteram a integridade da monarquia lusitana. Assim, re-avaliando-se as vantagens da presença aliada portuguesa em África, um plano de resgate financeiro foi elaborado, em conjunto com o império alemão, mas em última instância não chegou para desfazer os estragos.

### "O Diplomata"

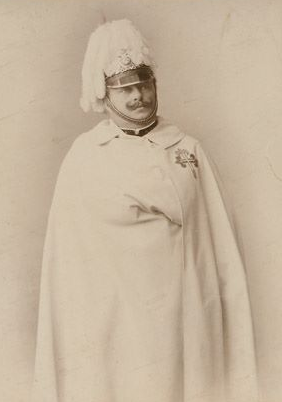
Retrato do Rei D. Carlos com o uniforme de Grão Mestre da Ordem de Santiago.

Apesar da grave crise que Carlos enfrentou no início do seu reinado face à Inglaterra, então a maior potência mundial, o rei soube inverter a situação e, graças ao seu notável talento diplomático conseguiu colocar Portugal no centro da diplomacia europeia da primeira década do século XX. Para isso contribuiu também o facto de Carlos ser aparentado com as principais casas reinantes europeias. Deslocou-se inúmeras vezes ao estrangeiro, representando inclusivamente Portugal nas exéquias da rainha Vitória, em 1901. Uma prova do seu sucesso foi o facto da primeira visita que Eduardo VII do Reino Unido fez ao estrangeiro (como monarca) ter sido a Portugal, onde foi recebido com toda a pompa e circunstância, em 1903.
Nos anos seguintes, Carlos recebeu em Lisboa as visitas de Afonso XIII, o jovem monarca espanhol, da rainha Alexandra (esposa de Eduardo VII), de Guilherme II da Alemanha e, em 1905, do Presidente da República Francesa, Émile Loubet. Todas estas visitas deram algum colorido à corte de Lisboa, porém a visita do presidente francês seria marcada por entusiastas manifestações dos republicanos. Carlos e Amélia visitaram também, nesses anos de ouro da diplomacia portuguesa Espanha, França e Inglaterra, onde foram entusiasticamente recebidos em 1904. Em 1908, estava ainda prevista uma memorável visita ao Brasil (para comemorar o centenário da abertura dos portos brasileiros pelo seu bisavô D.João VI), e que não veio a acontecer devido aos trágicos acontecimentos desse ano.

### Rei constitucional e situação política

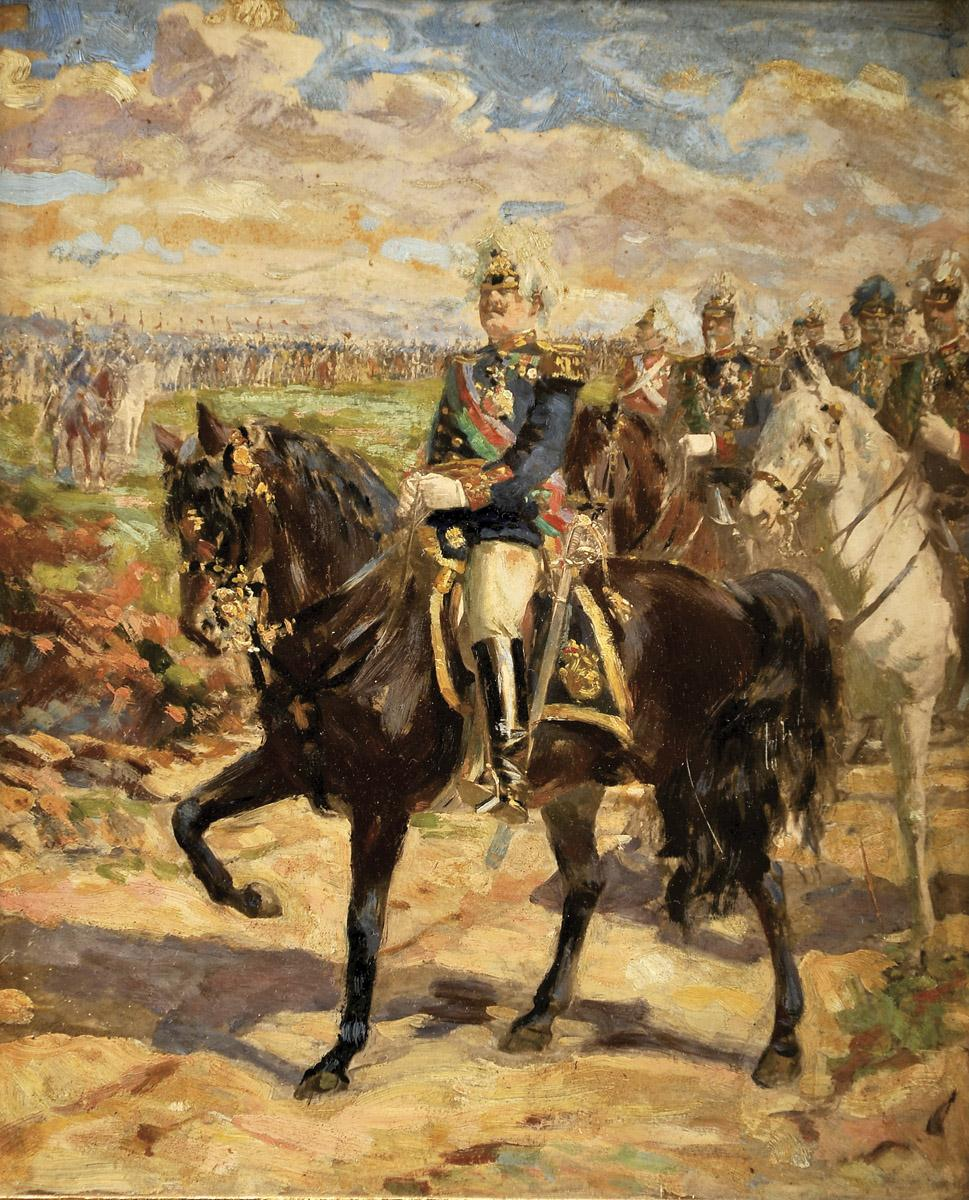
Pintura equestre do rei D. Carlos I de Portugal.

De facto, durante todo o reinado de Carlos, o país encontrou-se a braços com crises políticas e económicas, que se estenderam ao ultramar. Essas crises decorriam do envelhecimento do sistema conhecido como Rotativismo, pelo qual os dois principais partidos, o Partido Regenerador e o Partido Progressista, se alternavam no poder. Esta mecânica era possível não só pela atribuição de poderes pela Constituição, como pelo sistema eleitoral. De facto, quando um ministério cessava funções, cabia ao rei designar outro, o que este fazia dissolvendo o parlamento, marcando novas eleições e chamando para formar novo governo o partido que havia estado na oposição. Este não tinha outra função enquanto o novo parlamento fosse eleito, que não fosse precisamente o de organizar essas eleições. Naturalmente, dado o limitado corpo eleitoral (cidadãos masculinos, alfabetizados com rendimentos acima de certo valor), o partido no governo não falhava, mediante promessas e combinações com os dignitários locais, em conseguir a vitória eleitoral. Esta influência notava-se menos nos dois grandes centros urbanos, onde os partidos minoritários — o Partido Republicano Português e o Partido Socialista Português — conseguiam ter alguma expressão (sobretudo o primeiro), mas nunca de molde a ameaçar o resultado. Ao longo de todo o período do Rotativismo, nunca o partido no poder na altura das eleições falhou em garantir uma maioria no parlamento, o que quer dizer que o rei era o único garante da rotatividade, de quem se esperava, uma vez o governo fora de funções, que chamasse os do partido oposto para governar.
O sistema tinha os seus vícios, pois de cada vez que um partido assumia os cargos políticos no ministério, os membros do partido cessante assumiam as funções administrativas não governamentais, como por exemplo a presidência do Crédito Predial, etc. Assim se garantia que os membros de ambos os partidos tinham sempre cargos estatais, o que não era de molde a incentivar uma séria fiscalização governamental.

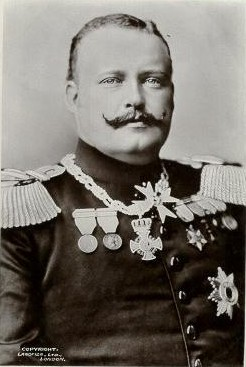
D. Carlos I, rei de Portugal.

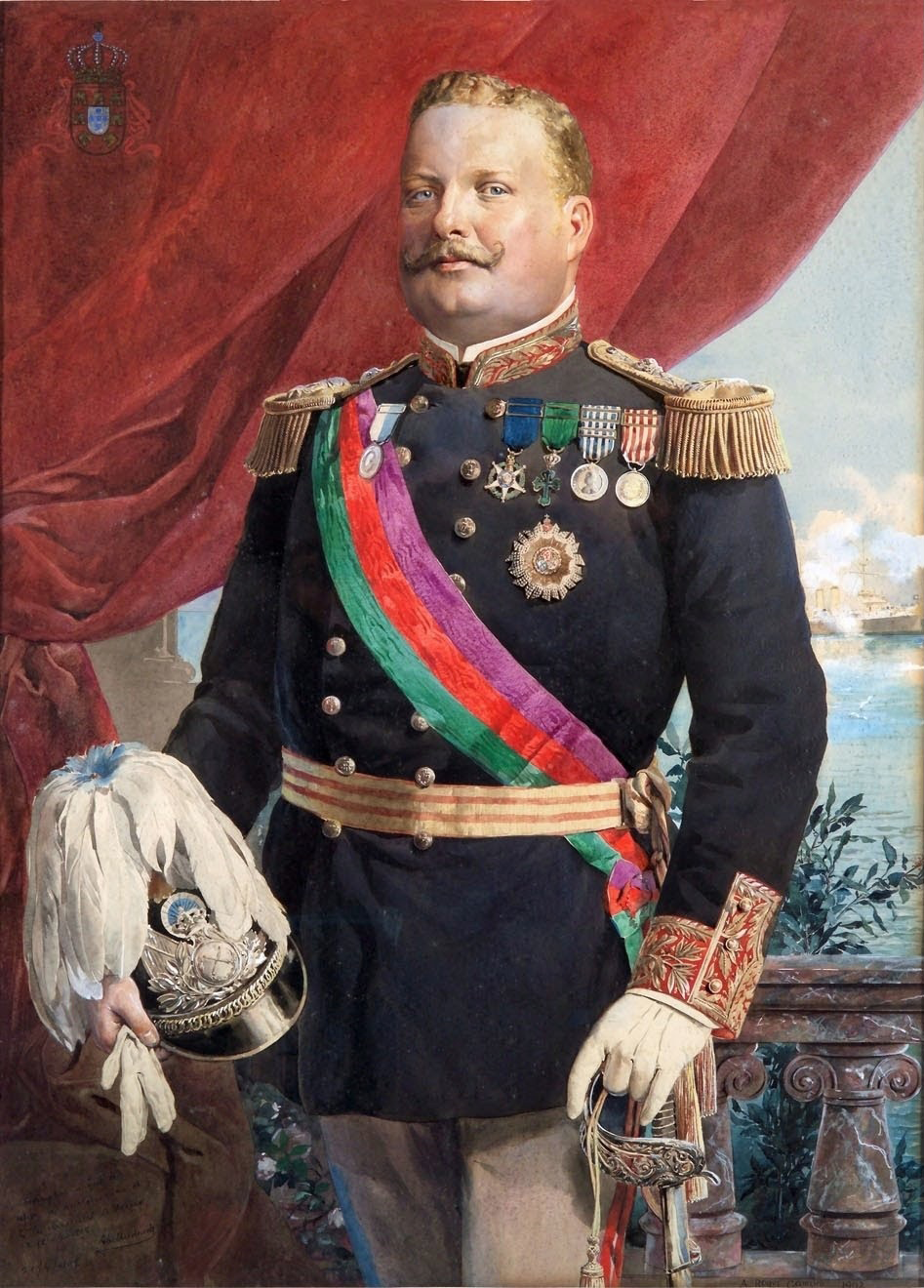
D. Carlos I, rei de Portugal.

Apesar disto, o sistema, de inspiração britânica, teve o seu período áureo entre 1878 e 1890, dando ao país a estabilidade que lhe faltara nas décadas anteriores. Por volta de 1890, no entanto, começou a dar mostras de desgaste, agravado pelas crises financeiras, provocadas quer pelo maciço investimento nas obras publicas feito durante o Fontismo, quer pelo investimento militar levado a cabo em África para cumprimento do princípio de ocupação efetiva decidido na Conferência de Berlim em 1889. A esta situação se juntavam os escândalos financeiros (como a Questão dos adiantamentos) com que a propaganda republicana aproveitou para atacar o sistema, e com que a oposição atacava o governo.
A falta dos líderes carismáticos das décadas anteriores também pode ter tido influência no desagregar dos partidos tradicionais. Em 1901, dá-se a primeira cisão, com a formação do Partido Regenerador Liberal, liderado por João Franco, a partir de um número de deputados do Partido Regenerador. Para agravar a situação, dá-se em 1905 uma segunda dissidência, desta vez a partir do Partido Progressista, quando José Maria Alpoim entra em rutura com o seu partido e funda a Dissidência Progressista. Ao contrário do movimento de João Franco, esta nova cisão parece ter sido motivada apenas pelas ambições pessoais do seu líder, e a dissidência progressista vai acabar por juntar-se a movimentos conspirativos com o Partido Republicano. Antes disto, no entanto, esta cisão vai acirrar os ânimos entre os partido tradicionais, já que aquando da ação de João Franco em 1901, o Partido Progressista não se aproveitou dessa fraqueza do seu rival, mas agora o Partido Regenerador alia-se inicialmente aos Dissidentes. Isto foi considerado uma traição pelo líder Progressista, José Luciano de Castro, que prometeu vingar-se do seu rival Regenerador Hintze Ribeiro.

### Franquismo
Era esta a situação quando, após a queda de mais um governo de Hintze Ribeiro, o rei decide chamar para formar governo o regenerador liberal João Franco. Este teve o imediato apoio dos progressistas, com quem fez um governo de coligação (a chamada concentração-liberal). Estava consumada a vingança dos progressistas. João Franco afirma querer governar à inglesa (19 de maio de 1906), prometendo o aprofundamento da democracia. Liquidada a questão dos tabacos, com o novo contrato dos tabacos de Outubro de 1906, João Franco dedicou-se à implantação das suas reformas, apresentando ao parlamento as da contabilidade pública, da responsabilidade ministerial, da liberdade de imprensa e da repressão anarquista.
Face à greve académica de 1907 na Universidade de Coimbra e à crescente agitação social, o apoio parlamentar dos progressistas é retirado e os ministros progressistas demitem-se: temiam que João Franco fortalecesse o seu partido à custa do deles e contavam ser chamados para formar governo assim que João Franco caísse. Enganavam-se pois Carlos tomou uma atitude diferente do que se esperava, apoiando firmemente João Franco.
Este, afrontado pelos constantes ataques provenientes da Câmara dos Deputados solicitou ao rei que dissolvesse o parlamento, adiando por algum tempo as novas eleições, ao que Carlos acedeu, e João Franco passa a governar à turca (2 de maio de 1907).
Ao proceder deste modo o rei não estava a ir contra a letra da Lei, dado que fazia parte das suas funções, mas contra o espírito da lei, pelo menos da maneira como era interpretada pelos políticos tradicionais, que viam assim ameaçado o seu monopólio político.
A oposição (não só a republicana, mas também os monárquicos opositores de João Franco) lançou então uma forte campanha antigoverno, envolvendo também o próprio rei, alegando que se estava em ditadura. Tratava-se de facto de uma ditadura administrativa, visto que se governava sem o concurso do parlamento, no entanto, não se tratava de uma ditadura institucionalizada, como veio a ser posteriormente a II República, antes uma medida de exceção, visando criar as condições que permitissem ao partido no governo ganhar as eleições seguintes.
O apoio dado por Carlos a João Franco, assim como a manutenção da ditadura, não eram inteiramente apoiados pelos seus mais próximos. A rainha mãe, Maria Pia, a rainha Amélia, o príncipe real e o seu irmão Afonso, eram contra este papel do rei nos assuntos públicos. Já o seu secretário particular, o conde de Arnoso, bem como Mouzinho de Albuquerque, e o Dr. Tomás de Melo Breyner eram defensores de João Franco. Por mais controverso que tenha sido este caminho, visava um objetivo preciso, que é bem visível na carta de Carlos ao seu amigo, o príncipe Alberto do Mónaco escrita em Fevereiro de 1907:
| “ | Considerando que as coisas aqui não iam bem, e vendo os exemplos de toda a Europa, onde não vão melhor, decidi fazer uma revolução completa em todos os procedimentos do governo daqui, uma revolução a partir de cima, fazendo um governo de liberdade e de honestidade, com ideias bem modernas, para que um dia não me façam uma revolução vinda de baixo, que seria certamente a ruína do meu país. | ” |

Na mesma carta, o rei dá conta dos seus medos, que acabariam por concretizar-se depois da sua morte: "Até ao momento, tenho tido sucesso, e tudo vai bem, até melhor do que eu julgava possível. Mas para isso, preciso de estar constantemente na passerelle e não posso abandonar o comando um minuto que seja, porque conheço o meu mundo e se o espírito de sequência se perdesse por falta de direção, tudo viria imediatamente para trás, e então seria pior do que ao princípio."
Contra o conselho de Carlos ("não se apaga fogo lançando-lhe lenha."), João Franco reaviva a questão dos adiantamentos (as dívidas da casa Real ao Estado), que antes dissera ter que ser resolvida no Parlamento, mas que agora o faz sem ele. Especula-se (Rui Ramos), que visava prender o apoio do rei, dado que este já havia recusado antes dar a ditadura a Hintze ou a José Luciano, e não podia ter certeza do contínuo apoio do monarca, do qual dependia inteiramente a sua posição.
É neste contexto de crescente oposição que se dá o episódio da entrevista ao jornal francês Le Temps, que veio acirrar ainda mais os ânimos e a contestação direta ao rei. Nesta entrevista dada por D. Carlos ao jornalista francês Joseph Gaultier, o monarca reitera o seu apoio a João Franco, dizendo que esperou pela opção da ditadura até achar alguém com carácter.
O efeito desta entrevista, que supostamente visava tranquilizar as praças financeiras acerca da estabilidade do país, teve um efeito muito negativo. A tradução do termo "caráter", dita em francês no original, como possuidor de coragem e firmeza, foi vista no sentido português, implicando falta de carácter aos outros políticos. Também outros termos, como "Teremos eleições, teremos seguramente a maioria", implicava uma falta de distanciamento face a um partido que ia contra o papel do monarca. A entrevista havia tido lugar por insistência de João Franco, mesmo com a oposição de outros franquistas (Vasconcelos Porto e Luciano Monteiro), de forma a cimentar a sua posição, mas teve um efeito contrário na oposição.
Apesar da oposição, o partido regenerador-Liberal de João Franco consegue tecer a véu de compromissos necessários com os círculos eleitorais de forma a garantir a esperada maioria, e são marcadas eleições para o parlamento, o que poria fim à ditadura administrativa. É neste contexto de regresso a uma normalidade e estabilidade parlamentares, que republicanos e dissidentes progressistas se decidem a agir pela força, levando a cabo uma tentativa de golpe de estado (28 de janeiro de 1908).

## Regicídio

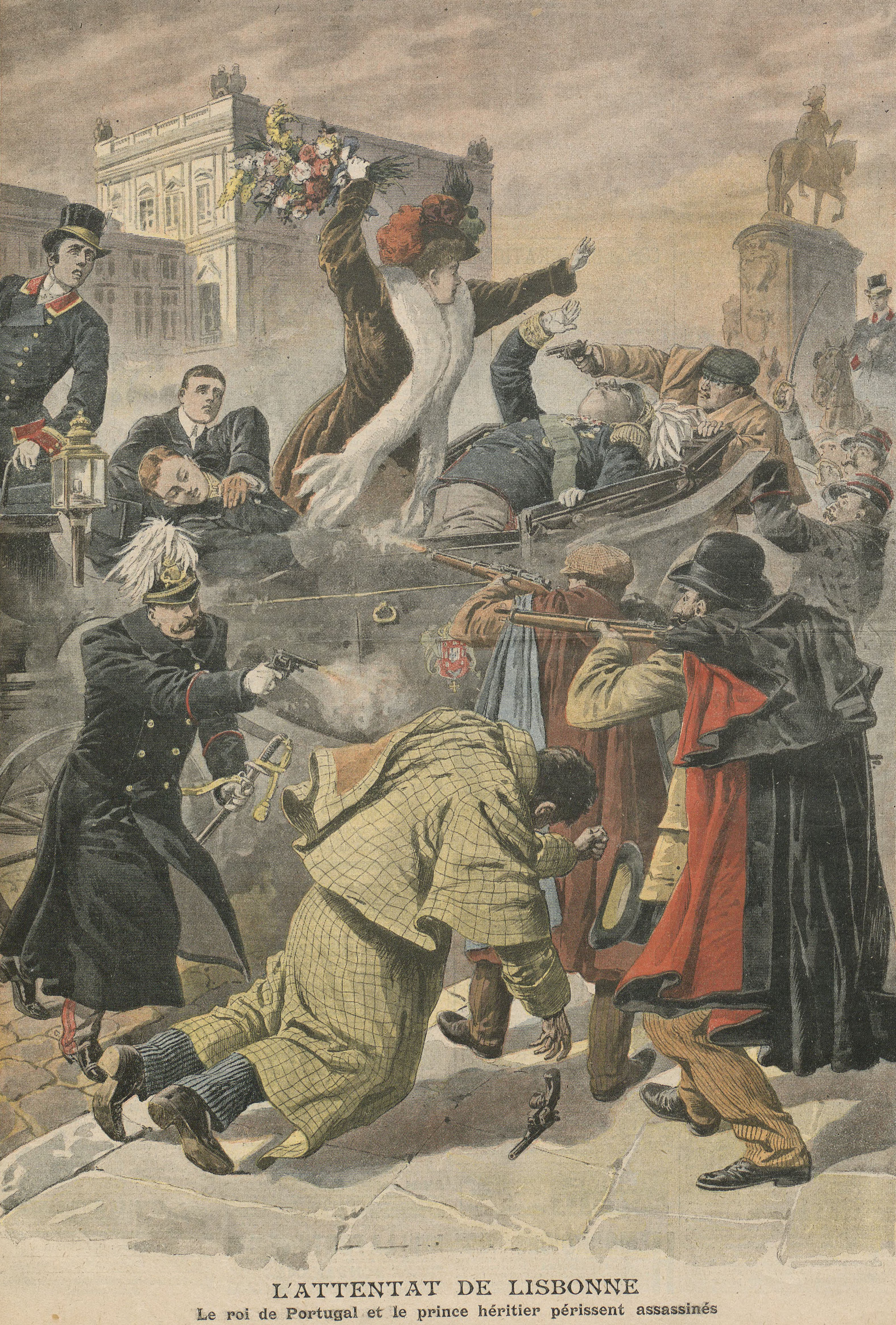
O Regicídio.

Como era habitual no início de cada ano, Carlos partiu com toda a família para Vila Viçosa, a morada ancestral dos Bragança e o seu palácio preferido. Aí reuniu pela última vez os seus amigos íntimos (raramente levava convidados oficiais para a vila alentejana), promovendo as suas célebres caçadas. É nesta altura que tem lugar a tentativa de golpe de Estado já citada, que é gorada por pronta ação do governo, baseado na inconfidência de um conjurado, que tentou aliciar um polícia seu conhecido, com o resultado de que este foi dar parte do sucedido aos seus superiores.
São imediatamente presos, além do comerciante, António José de Almeida, o líder da sociedade secreta Carbonária Luz Almeida, o jornalista João Chagas, França Borges, João Pinto dos Santos, e Álvaro Poppe. Afastados estes, a liderança do movimento recai sobre Afonso Costa, mas este também é apanhado, junto com outros conspiradores, entre eles Francisco Correia de Herédia, 1.º Visconde da Ribeira Brava, e o Dr. Egas Moniz, de armas na mão, no Elevador da Biblioteca, de onde contavam chegar à Câmara Municipal. José Maria de Alpoim consegue fugir para Espanha, enquanto alguns grupos de civis armados, desconhecedores do falhanço, ainda fizeram tumultos pela cidade.
João Franco decidiu ir mais longe e preparou um decreto prevendo o exílio para o estrangeiro ou a expulsão para as colónias, sem julgamento, de indivíduos que fossem pronunciados em tribunal por atentado à ordem pública, o que se aplicaria aos revoltosos republicanos. O rei assinou o decreto ainda em Vila Viçosa, e conta-se que, ao assiná-lo, declarou: "Assino a minha sentença de morte, mas os senhores assim o quiseram."
A 1 de fevereiro de 1908, a família real regressou a Lisboa depois de uma temporada no Palácio Ducal de Vila Viçosa. Viajaram de comboio até ao Barreiro, onde apanharam um vapor para o Terreiro do Paço. Esperavam-nos o governo e vários dignitários da corte. Após os cumprimentos, a família real subiu para uma carruagem aberta em direção ao Palácio das Necessidades. A carruagem com a família real atravessou o Terreiro do Paço, onde foi atingida por disparos vindos da multidão que se juntara para saudar o rei. O rei D. Carlos I, que morreu imediatamente, após ter sido alvejado. O príncipe herdeiro D. Luís Filipe de Bragança foi ferido mortalmente e o infante Manuel ferido num braço. Os autores do atentado foram Alfredo Costa e Manuel Buíça, e foram considerados à época os únicos, embora a historiografia recente reconheça que faziam parte de um grupo cuja ação visando o rei, pelo seu papel de suporte a João Franco, já fazia parte integrante do Golpe de estado gorado. Os assassinos foram mortos no local por membros da guarda real e reconhecidos posteriormente como membros do movimento republicano.
A morte do rei D. Carlos e do príncipe real indignaram toda a Europa, especialmente a Inglaterra, onde o rei Eduardo VII lamentou veementemente a impunidade dos chefes do atentado. Esta impunidade ficou a dever-se à queda de João Franco, responsabilizado pelo ódio ao rei e, mais justamente, pela falta de proteção policial, e pelo rápido retorno ao poder dos partidos tradicionais, tal como o monarca havia previsto na carta ao príncipe do Mónaco. O rei D. Carlos não desconhecia os riscos que corria, mas também não achava que podia fugir deles, como ficou patente no seu desabafo ao seu ajudante de campo, tenente-coronel José Lobo de Vasconcelos, alguns meses antes:

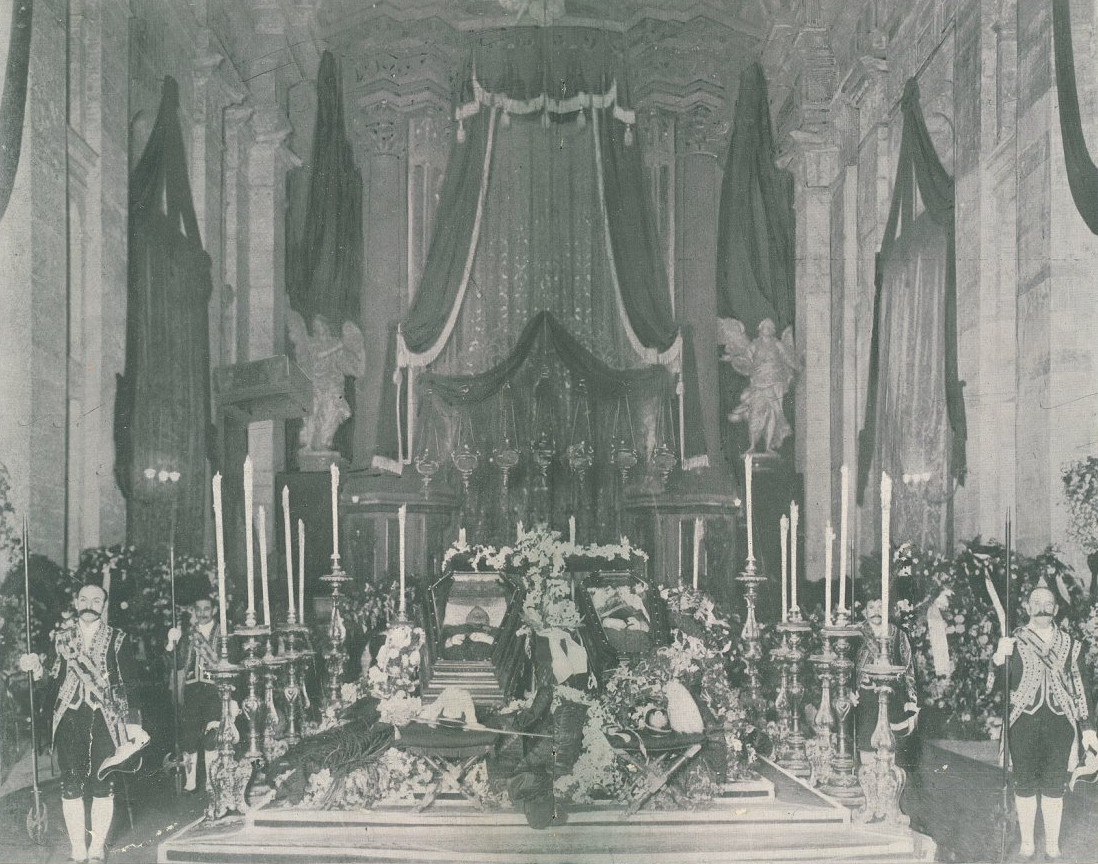
Velório de D. Carlos e D. Luís Filipe, na Igreja de São Vicente de Fora, a 8 de Fevereiro de 1908.

«Tu julgas que eu ignoro o perigo em que ando? No estado de excitação em que se acham os ânimos, qualquer dia matam-me à esquina de uma rua. Mas, que queres tu que eu faça? Se me metesse em casa, se não saísse, provocaria um grande descalabro. Seria a bancarrota. E que ideia fariam de mim os estrangeiros, se vissem o rei impedido de sair? Seria o descrédito. Eu, fazendo o que faço, mostro que há sossego no País e que têm respeito pela minha pessoa. Cumpro o meu dever. Os outros que cumpram o seu.»
E de facto morreu no cumprimento do seu dever, e com ele morreu o que talvez fosse a última tentativa séria de reforma do sistema parlamentar monárquico.

## Cientista, lavrador e pintor

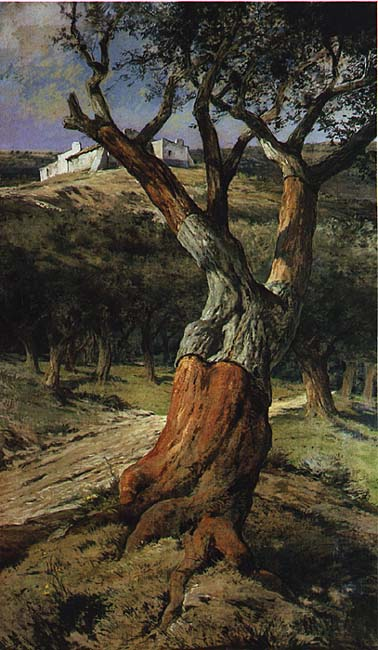
O Sobreiro (1905), pintura de Carlos I.

Carlos era um apreciador das tecnologias que começavam a surgir no princípio do século XX. Instalou luz elétrica no Palácio das Necessidades e fez planos para a eletrificação das ruas de Lisboa. Embora fossem medidas sensatas, contribuíram para a sua impopularidade visto que o povo as encarou como extravagâncias desnecessárias. Foi ainda um amante da fotografia e autor do espólio fotográfico da Família Real. Foi ainda um pintor de talento, com preferências por aguarelas de pássaros que assinava simplesmente como "Carlos Fernando". Esta escolha de tema refletia outra das suas paixões, a ornitologia. Recebeu prémios em vários certames internacionais e realizou ensaios notáveis na área de cerâmica. Também se encontra colaboração fotográfica da sua autoria na revista Boletim Fotográfico existente entre 1900 e 1914.
Para além da ornitologia, era um apaixonado pela oceanografia, tendo adquirido um iate, o Amélia, especificamente para se dedicar a campanhas oceanográficas. Estabeleceu uma profunda amizade com Alberto I, Príncipe do Mónaco, igualmente um apaixonado pela oceanografia e as coisas do mar. Desta relação nasceu o Aquário Vasco da Gama, que pretendia em Portugal desempenhar papel semelhante ao Museu Oceanográfico do Mónaco. Alguns trabalhos oceanográficos realizados por Carlos, ou por ele patrocinados, foram pioneiros na oceanografia mundial. Honrando esta faceta do monarca, a Armada Portuguesa opera atualmente um navio oceanográfico com o nome de D. Carlos I.
Carlos foi também um excelente agricultor, tendo tornado rentáveis as seculares propriedades da Casa de Bragança (património familiar destinado a morgadio dos herdeiros da Coroa), produzindo vinho, azeite, cortiça, entre outros produtos, tendo também organizado uma excelente ganadaria e incentivado a preservação dos prestigiados cavalos de Alter.
Jaz no Panteão Real da Dinastia de Bragança, no Mosteiro de São Vicente de Fora, em Lisboa, ao lado do filho que com ele foi assassinado. As urnas com tampas transparentes ficaram aí depositadas durante 25 anos. Só em 1933 é que uma comissão privada abriu uma subscrição nacional que levou à inauguração de dois belos túmulos, concebidos pelo arquiteto Raúl Lino, junto dos quais está uma figura feminina, representando "A Dor", esculpida por Francisco Franco, conjunto esse que ainda hoje pode ser visto.

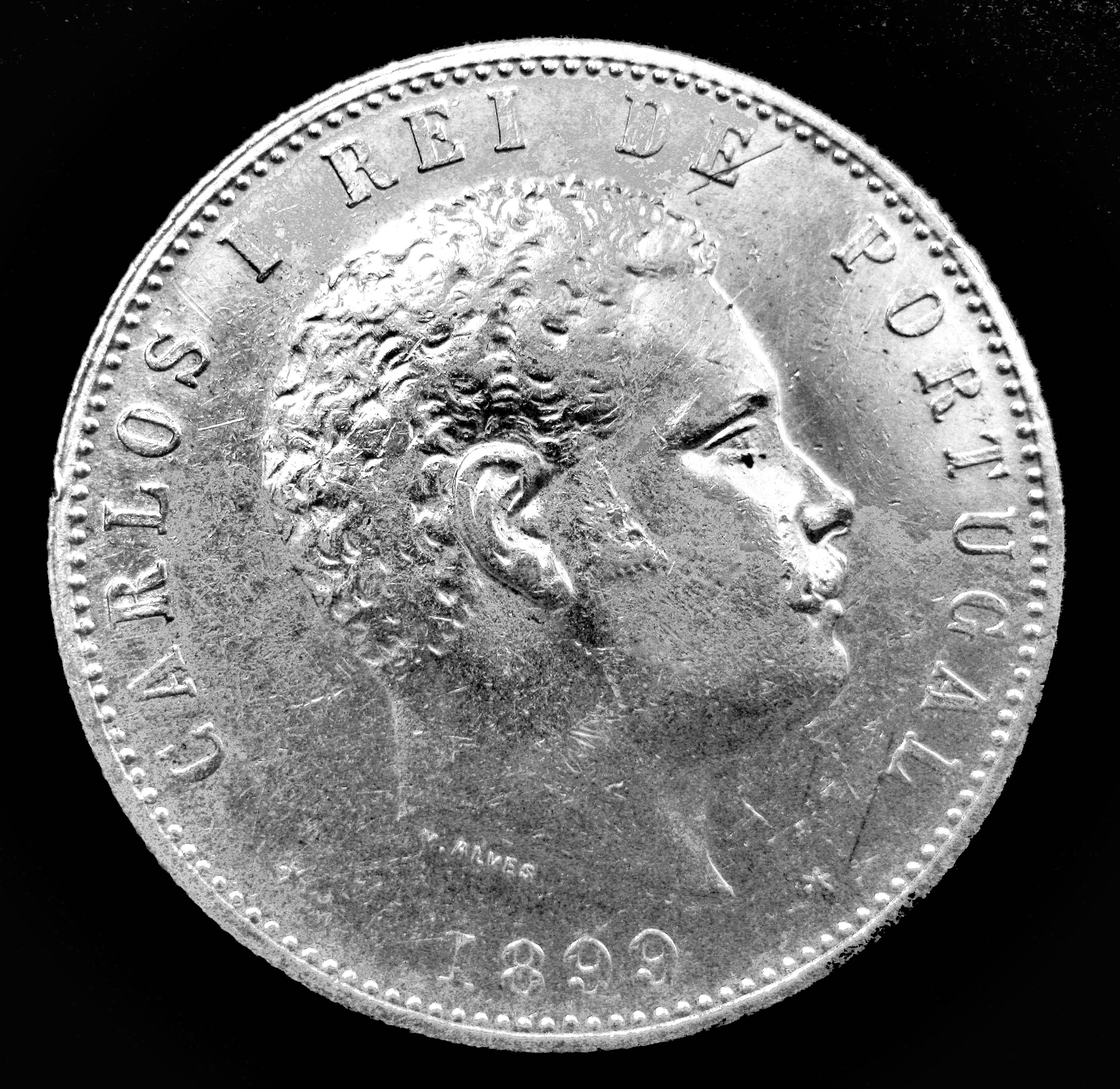
Moeda de Carlos I, 1 000 reis de 1899
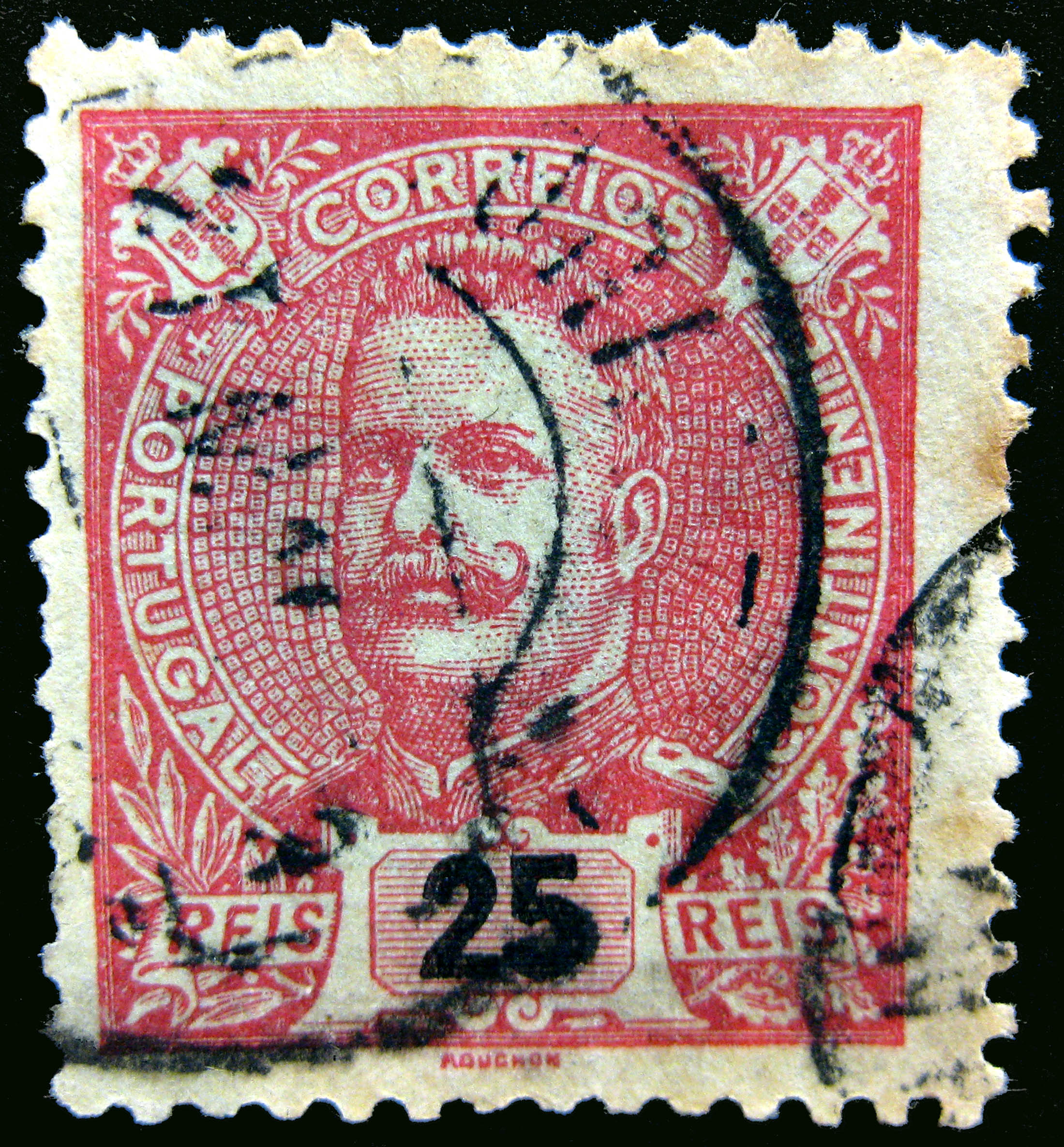
Selo de D. Carlos I, 25 reis de 1895

## Saúde do Rei
O rei D.Carlos, no ano de 1906, foi diagnosticado com diabetes pelo medico da casa real, Tomas de Mello Breyner. O diagnostico veio de uma analise a urina de D.Carlos, onde foram detetados 22.5 gramas de açúcar por litro. A causa desta doença foi a obesidade do rei e a hipertensão. As suspeitas de que o rei tinha esta doença vieram do próprio medico da casa real, que ficou preocupado com a saúde do monarca após o mesmo perder dois dentes molares. 

## Descendência

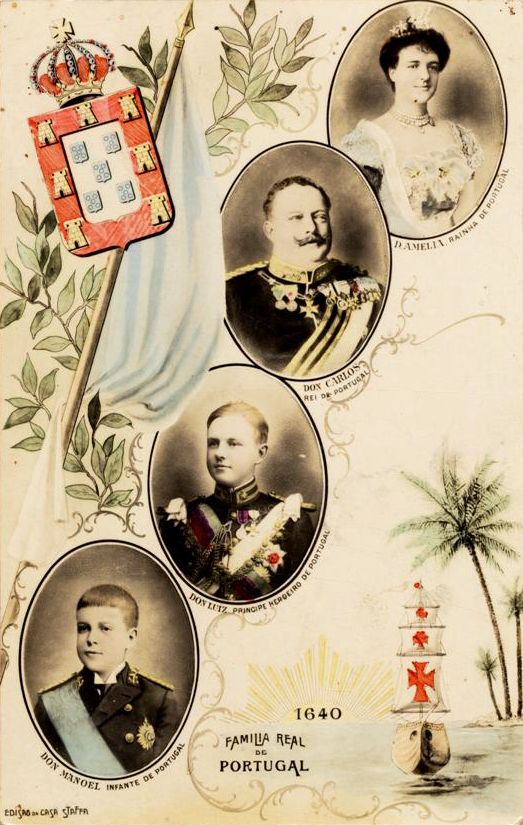
Postal com o Rei, a Rainha e os seus filhos.

### Filhos legítimos
Do casamento com D. Amélia de Orleães, Princesa de França (1865–1951):
- D. Luís Filipe, Príncipe Real de Portugal (1887–1908)
- D. Maria Ana de Bragança, Infanta de Portugal (1887)
- D. Manuel II, Rei de Portugal (1889–1932)

### Bastardos
Alegadamente o rei D. Carlos I teve várias relações extraconjugais, das quais terão nascido alguns bastardos. De uma americana terá tido uma filha. De Grimaneza Viana de Lima, peruana viúva de um diplomata brasileiro que chefiou a legação do Brasil em Lisboa, terá tido uma filha chamada Maria Pia, nascida antes de 1902. Grimaneza terá sido a última grande paixão do rei. Alegadamente também teve, da brasileira Maria Amélia Laredó e Murça, uma outra filha bastarda, nascida em 1907 e chamada de Maria Pia de Saxe-Coburgo e Bragança. Durante a sua vida nunca o rei D. Carlos reconheceu oficialmente a paternidade de qualquer filho bastardo, apesar do próprio se encarregar de alimentar as suspeições sobre a sua prole ilegítima.

## Títulos
- 1863–1889: "Sua Alteza Real, o Príncipe Real de Portugal, Duque de Bragança, etc."
- 1889–1908: "Sua Majestade Fidelíssima, o Rei"

## Na cultura popular

### Televisão
- Foi interpretado por Pedro Wallenstein na série "O Dia do Regicídio", produzida pela RTP em 2008.
- Foi interpretado por João Ricardo na série "Equador", produzida pela TVI em 2008.